# 斯普林希爾鎮區 (北卡羅萊納州威爾遜縣)
斯普林希爾鎮區（英語：Springhill Township）是位於美國北卡羅萊納州威爾遜縣的一個鎮區。

## 地方資料
斯普林希爾鎮區的面積為92.98平方千米，皆為陸地。根據2020年美國人口普查的數據，當地共有人口3550人，而人口密度為每平方千米38.18人。